# Chappell (Nebraska)
Chappell je grad u američkoj saveznoj državi Nebraska. Prema popisu stanovništva iz 2010. u njemu je živjelo 929 stanovnika.